# Adriane Lopes
Adriane Barbosa Nogueira Lopes, numele complet al Adriane Lopes (Grandes Rios, 29 iunie 1976) este un avocat brazilian, care este în prezent primarul orașului Campo Grande din 2 aprilie 2022.

## Biografie
Adriane s-a născut pe 29 iunie 1976, este fiica lui Gisleni Garcia Barbosa și Antônio Ferreira Barbosa.
Ea a lucrat la fabrica de înghețată a tatălui ei. În plus, a lucrat timp de patru ani la Agenția de Stat pentru Administrarea Sistemului Penitenciar (Agepen) in Brazilia.
Este avocat, licențiat în Drept și Teologie și cu o diplomă postuniversitară în administrație publică și management urban. 
El este Coach și Lider Coach de către Institutul Brazilian de Coaching (IBC).

## Viata personala
Ea este căsătorită cu politic brazilian Lídio Lopes și au 2 copii: Bruno și Matheus Lopes.